# 傅游艺
傅遊藝（629年—691年8月24日），字元綜，衛州汲縣人。出自清河傅氏，初唐至武周時期官員。武則天登基後曾經短暫拜相，並賜姓武氏，被後人評價爲酷吏。

## 家世
傅遊藝墓誌稱其為北地郡泥陽縣人（北地傅氏），實則為清河傅氏成員。《新唐書·宰相世係表》稱其祖父仕後魏爲南陽太守，生其父傅交益，與其墓誌衝突。根據其墓誌所列家譜如下：
- 曾祖：傅沖，北齊許州長社令。
- 祖：傅璀，隋北絳、離石二郡守。
- 父：傅交益，贈冀州長史。傅交益在隋代時移居汲郡，生有四子：傅神童、傅羽客、傅守節、傅遊藝。[4]

## 生平
傅遊藝幼年聰穎，熟讀經史，擅長作文。起初，傅遊藝任垣縣、扶風、始平三縣縣尉，後來轉任渭南縣主簿。載初元年（690年），他又被授予河南府合宮縣主簿。母親去世丁憂後，傅遊藝被授予左肅政台御史（監察御史），左補闕。
同年九月初三丙子，傅遊藝率關中百姓九百余人詣闕上表，請改國號爲周，賜皇帝李旦姓武氏。武太后不許，但擢升傅遊藝爲給事中，加同鳳閣鸞台平章事（宰相）。此後文武百官、皇親國戚、遠近百姓、四夷酋長、僧侶道士合計六萬餘人，都按傅遊藝所請那樣上表，皇帝李旦也上表自請賜姓武氏。初七庚辰，太后同意了皇帝及群臣之請，初九壬午，禦則天樓，大赦天下，改唐朝爲武周，改元天授。十三日武后在神都洛陽設立武氏七廟，幷大封武氏諸王和勸進功臣，給事中傅遊藝加朝散大夫，守鸞台侍郎、依舊知鳳閣鸞台平章事。傅遊藝與岑長倩、右玉鈐衛大將軍張虔勖、左金吾大將軍丘神勣、侍御史來子珣等都被賜姓武。傅遊藝一年之中從一個小御史連升到宰相，官服從青到綠，又到朱、紫，被當時人稱之爲“四時仕宦”。他提議武則天派出六道使分別到六道流放地殘殺流放官員。載初二年（691年）五月，加銀青光祿大夫。兄傅神童同殿爲臣，任冬官尚書，兄弟一時風光無限。是年六月，傅遊藝自己也被酷吏來俊臣誣陷，鸞台侍郎、同鳳閣鸞台平章事之職被樂思晦取代，降任司禮少卿（太常少卿），停知政事（罷相）。他一日夢見登上湛露殿，天亮就跟親信述說，被親信告發，天授二年九月六日伏誅，年六十三。
傅遊藝死後，他所提議的六道使被武后分派天下，酷吏萬國俊等也因而得以肆意殺戮。

## 家庭
- 夫人河南拓王氏，享年五十一歲，神龍元年八月十八日卒，先天元年十一月十九日合祔于洛陽平樂原。
- 傅遊藝家族世係圖

## 延伸閱讀
[在维基数据编辑]
 《舊唐書·卷186上》，出自刘昫《舊唐書》
 《新唐書·卷223上》，出自《新唐書》